# 시몬 오브 더 데저트
《시몬 오브 더 데저트》(Simon Del Desierto, Simon Of The Desert)는 멕시코에서 제작된 루이스 부뉴엘 감독의 1965년 드라마 영화이다. 클로디오 브룩 등이 주연으로 출연하였고 구스타보 알라트리스테 등이 제작에 참여하였다.

## 출연

### 주연
- 클로디오 브룩
- 엔리크 알바레즈 펠릭스

### 조연
- 호르텐시아 산토베나
- 프란시스코 레이규에라
- 루이스 아세베스 카스타네다
- 엔리크 가르시아 알바레즈
- 안토니오 브라보
- 엔리크 델 카스틸로
- 실비아 피날
- 헤수스 페르난데즈
- 글라우버 로샤